# Erik Luk
Erik Luk ist ein US-amerikanischer Biathlet.
Erik Luk von der Washington Biathlon Association beendete bei den Nordamerikanischen Meisterschaften im Biathlon 2011 in Whistler das Verfolgungsrennen nicht. Im Massenstartrennen wurde er nach IBU-Regel 5.6.i. disqualifiziert.

## Belege
1. ↑   Sprintresultate (Memento vom 13. Februar 2014 im Internet Archive) (PDF; 166 kB),  Verfolgungsrennen (Memento vom 13. Februar 2014 im Internet Archive) (PDF; 135 kB) und  Resultate Massenstart (Memento vom 13. Februar 2014 im Internet Archive) (PDF; 136 kB)

| Personendaten    | Personendaten              |
| ---------------- | -------------------------- |
| NAME             | Luk, Erik                  |
| KURZBESCHREIBUNG | US-amerikanischer Biathlet |
| GEBURTSDATUM     | 20. Jahrhundert            |